# Olympische Sommerspiele 2020/Schwimmen – 4 × 100 m Lagen (Mixed)
Bei den Olympischen Spielen 2020 in Tokio wurde vom 29. bis 31. Juli 2021 erstmals in der olympischen Geschichte eine Mixed-Staffel über 4-mal 100 Meter Lagen im Tokyo Aquatics Centre ausgetragen.

## Rekorde
Vor Beginn der Olympischen Spiele waren folgende Rekorde gültig.
| Weltrekord         | Volksrepublik China (Xu Jiayu, Yan Zibei, Zhang Yufei, Yang Junxuan) | 3:38,41 min                               | Qingdao, China                            | 1. Oktober 2020                           |
| Olympischer Rekord | bisher nicht Teil des Wettkampfprogramms.                            | bisher nicht Teil des Wettkampfprogramms. | bisher nicht Teil des Wettkampfprogramms. | bisher nicht Teil des Wettkampfprogramms. |

Während der Olympischen Spiele wurden folgende Rekorde gebrochen bzw. neu aufgestellt:
| Weltrekord         | Vereinigtes Königreich (Kathleen Dawson, Adam Peaty, James Guy, Anna Hopkin) | 3:37,58 min | Tokio, Japan | 31. Juli 2021 |
| Olympischer Rekord | Vereinigtes Königreich (Kathleen Dawson, Adam Peaty, James Guy, Anna Hopkin) | 3:37,58 min | Tokio, Japan | 31. Juli 2021 |

## Ergebnisse

### Vorläufe
29. Juli 2021
| Rang | Vorlauf | Bahn | Nation             | Schwimmer | Zeit (min) | Anmerkungen |
| ---- | ------- | ---- | ------------------ | --- | ---------- | ----------- |
| 1    | 1       | 4    | Großbritannien     | Kathleen Dawson (58,50) Adam Peaty (57,08) James Guy (50,58) Freya Anderson (52,59)                           | 3:38,75    | OR, ER      |
| 2    | 1       | 5    | Vereinigte Staaten | Regan Smith (57,64) Andrew Wilson (59,09) Tom Shields (50,87) Abbey Weitzeil (53,42)                          | 3:41,02    |             |
| 3    | 2       | 4    | China              | Xu Jiayu (52,67) Yan Zibei (58,61) Zhang Yufei (57,37) Yang Junxuan (53,64)                                   | 3:42,29    |             |
| 4    | 2       | 5    | Australien         | Isaac Cooper (53,55) Zac Stubblety-Cook (58,80) Brianna Throssell (57,62) Bronte Campbell (52,38)             | 3:42,35    |             |
| 5    | 2       | 6    | Italien            | Simone Sabbioni (53,96) Nicolò Martinenghi (58,38) Elena Di Liddo (57,29) Federica Pellegrini (53,02)         | 3:42,65    |             |
| 6    | 1       | 3    | Niederlande        | Kira Toussaint (1:00,12) Arno Kamminga (58,15) Nyls Korstanje (51,86) Ranomi Kromowidjojo (53,12)             | 3:43,25    |             |
| 7    | 2       | 3    | ROC                | Grigori Tarassewitsch (52,99) Kirill Prigoda (59,33) Arina Surkowa (57,47) Marija Kamenewa (53,94)            | 3:43,73    |             |
| 8    | 2       | 8    | Israel             | Anastasia Gorbenko (59,59) Itay Goldfaden (59,65) Gal Cohen Groumi (51,06) Andrea Murez (53,64)               | 3:43,94    |             |
| 9    | 2       | 2    | Japan              | Anna Konishi (59,58) Shōma Satō (59,84) Katsuhiro Matsumoto (50,95) Rikako Ikee (53,78)                       | 3:44,15    |             |
| 10   | 1       | 2    | Deutschland        | Marek Ulrich (53,82) Fabian Schwingenschlögl (58,35) Lisa Höpink (58,06) Annika Bruhn (53,96)                 | 3:44,19    |             |
| 11   | 2       | 7    | Griechenland       | Apostolos Christou (53,18) Konstadinos Meretsolias (1:00,10) Anna Doudounaki (57,08) Theodora Drakou (54,41)  | 3:44,77    |             |
| 12   | 2       | 1    | Belarus            | Mikita Zmyh (54,88) Ilja Schymanowitsch (58,85) Anastassija Kuljaschowa (58,12) Anastassija Schkurdaj (54,50) | 3:46,35    |             |
| 13   | 1       | 6    | Kanada             | Javier Acevedo (54,31) Gabe Mastromatteo (59,91) Katerine Savard (57,97) Rebecca Smith (54,35)                | 3:46,54    |             |
| 14   | 1       | 7    | Brasilien          | Guilherme Basseto (54,03) Felipe Lima (59,68) Giovanna Diamante (58,26) Stephanie Balduccini (54,77)          | 3:46,74    |             |
| 15   | 1       | 8    | Ungarn             | Benedek Kovács (53,76) Petra Halmai (1:08,11) Richárd Márton (51,49) Fanni Gyurinovics (53,79)                | 3:47,15    |             |
|      | 1       | 1    | Polen              | Paulina Peda (1:00,83) Jan Kozakiewicz (59,28) Jakub Majerski Kornelia Fiedkiewicz                            |            | DSQ         |

### Finale
31. Juli 2021
| Platz | Bahn | Nation             | Schwimmer                                                                                           | Zeit (min) | Anmerkungen |
| ----- | ---- | ------------------ | --------------------------------------------------------------------------------------------------- | ---------- | ----------- |
| 1     | 4    | Großbritannien     | Kathleen Dawson (58,80) Adam Peaty (56,78) James Guy (50,00) Anna Hopkin (52,00)                    | 3:37,58    | WR          |
| 2     | 3    | China              | Xu Jiayu (52,56) Yan Zibei (58,11) Zhang Yufei (55,48) Yang Junxuan (52,71)                         | 3:38,86    |             |
| 3     | 6    | Australien         | Kaylee McKeown (58,14) Zac Stubblety-Cook (58,82) Matthew Temple (50,26) Emma McKeon (51,73)        | 3:38,95    |             |
| 4     | 2    | Italien            | Thomas Ceccon (52,23) Nicolò Martinenghi (57,73) Elena Di Liddo (56,62) Federica Pellegrini (52,70) | 3:39,28    |             |
| 5     | 5    | Vereinigte Staaten | Ryan Murphy (52,23) Lydia Jacoby (1:05,09) Torri Huske (56,27) Caeleb Dressel (46,99)               | 3:40,58    |             |
| 6     | 7    | Niederlande        | Kira Toussaint (59,45) Arno Kamminga (57,89) Nyls Korstanje (51,34) Femke Heemskerk (52,57)         | 3:41,25    |             |
| 7     | 1    | ROC                | Jewgeni Rylow (52,79) Kirill Prigoda (59,15) Swetlana Tschimrowa (56,95) Marija Kamenewa (53,56)    | 3:42,45    |             |
| 8     | 8    | Israel             | Anastasia Gorbenko (59,55) Itay Goldfaden (59,86) Gal Cohen Groumi (51,58) Andrea Murez (53,78)     | 3:44,77    |             |